# 呂思誠
吕思诚（1293年—1357年），字仲实，平定州（今山西省平定县）人。元泰定元年（1324年）中进士。
吕思诚任辽州同知，未上任改任景州蓨县（今河北省景县）县尹。在任时劝课农桑，均民徭役，毁淫祠，有政绩。擢升为国史院检阅官、翰林院编修、国子监丞和监察御史等职，与斡玉伦徒等弹劾中书平章政事彻里帖木儿变乱朝政。在为广西廉访司事时，巡行郡县，惩治恃势鱼肉人民的土官。历任国子司业、中书左司郎中、刑部尚书、治书侍御史、侍御史、枢密院副使。兼修国史并曾参与编修过辽史、金史、宋史三史。被御史大夫排挤为河东廉访使、湖北廉访使。元顺帝至正五年（1345年），入拜中书参知政事、中书右丞，知经筵事，提调国子监，兼任翰林学士承旨。监修国史，总裁后妃、功臣传。他反对更变钞法，被降为湖广行省左丞，再入朝为中书左丞。死后谥号忠肃。

## 延伸阅读
[在维基数据编辑]
 《元史/卷185》，出自宋濂《元史》
 《新元史/卷213》，出自柯劭忞《新元史》